# Pholidoteuthis
Pholidoteuthis — род океанических кальмаров, составляющий самостоятельное семейство Pholidoteuthidae.

## Распространение и среда обитания
Род Pholidoteuthis, по-видимому, имеет космополитическое распространение в океанических водах от тропического до умеренного пояса. Это мезо- и батипелагические головоногие моллюски, совершающий ночные миграции, проводя дневные часы на глубине не менее 1500 м и перемещаясь в более поверхностные воды ночью. Днем взрослые особи держатся вблизи морского дна. Молодь и параличинки встречаются на мелководье, на глубине более 500 м.

## Внешний вид и строение
Наиболее очевидной характеристикой этого семейства является наличие дермальных подушечек, кожных образований, по-видимому, похожих на чешую костистых рыб, расположенных на мантии, за исключением почти всей вентральной части. Дермальные подушечки имеют округлую или многоугольную форму и похожи на те, что есть у Lepidoteuthis grimaldii, но, по-видимому, между ними нет гомологии и что эти адаптации являются результатом чистой эволюционной конвергенции. У этого рода мантия приблизительно цилиндрическая и заканчивается точкой сзади. Тело имеет губчатую консистенцию. Плавники четырехугольные или сердцевидные и имеют две лопасти в передней части по направлению к голове, а сзади они соединяются на вершине мантии. Руки толстые, относительно короткие и вооружены двумя рядами присосок, каждая из которых имеет около 18 зубцов, но не имеет крючков. Ловчие руки длинные и тонкие, булава очень длинная и узкая, с присосками, расположенными в 4 ряда. Фотофоры отсутствуют, а у самца отсутствует гектокотиль: окраска более или менее тёмно-фиолетовая.

## Биология
Оба вида рода, по-видимому, многочисленны и широко распространены на очень большой территории, хотя исторически они считались редкими и спорадически встречающимися из-за неадекватности использованных методов отбора проб.

## Поведение
На кадрах, снятых ТНПА, видно, что положение тела при плавании вертикальное: голова и передние конечности направлены вверх, параллельно мантии, в форме, напоминающей букву «J». Плавание осуществляется за счёт медленных движений плавников.

## Хищники
Известные хищники включают кашалотов, гринд, дельфинов, тунцов, алепизавров, волосохвостых, меч-рыб, а также глубоководных акул и скатов.

## Использование человеком
Объектами промысла не являются.

## Виды
По данным World Register of Marine Species, на июль 2025 года род включает 2 вида:
- Pholidoteuthis adami G. L. Voss, 1956
- Pholidoteuthis massyae (Pfeffer, 1912)